# Timidezza d'amore

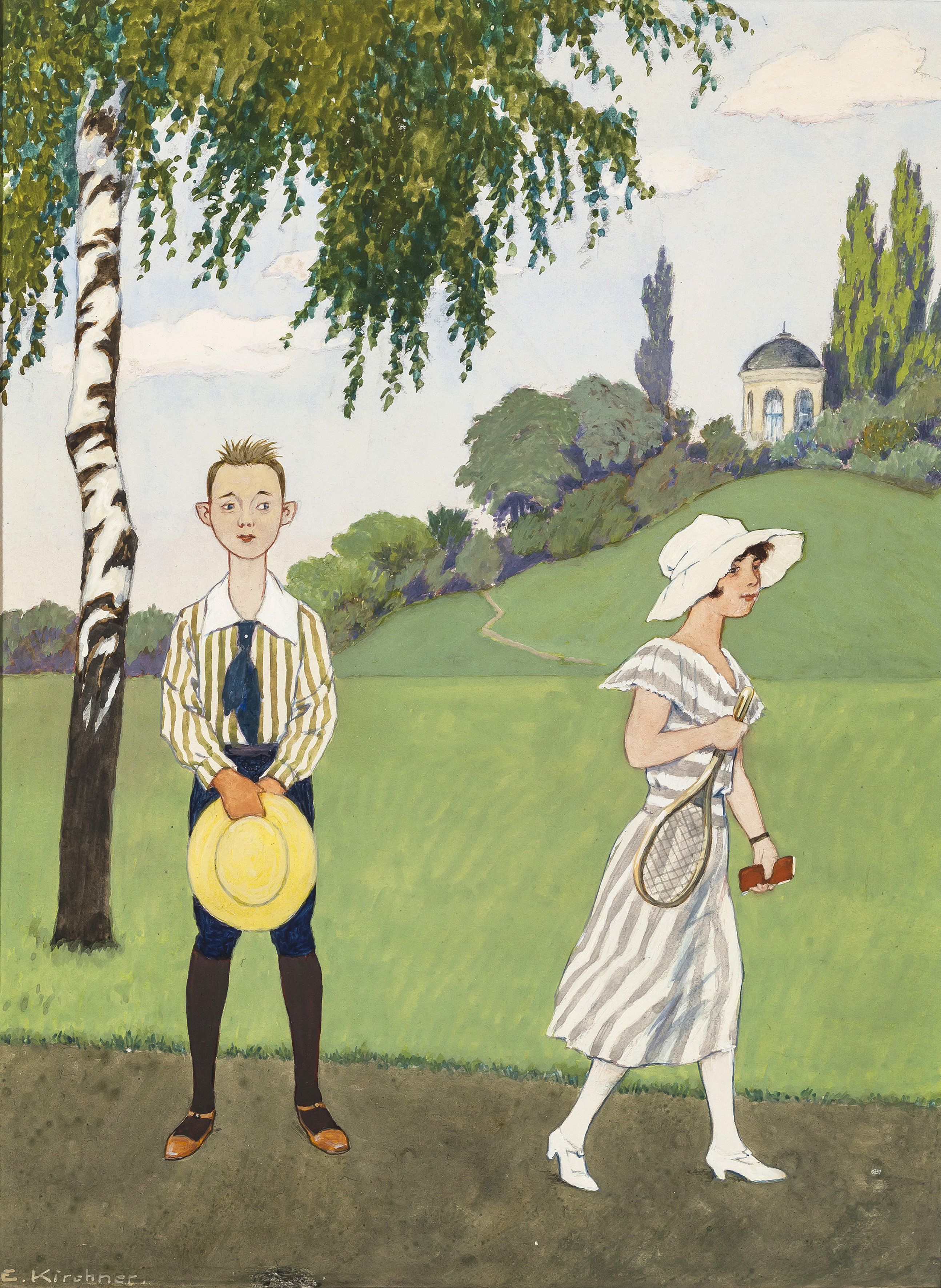
Eugen Kirchner, Nach und nach, 1925

La timidezza d'amore è una forma di timidezza cronica delle persone che non sono mai state in grado di formare relazioni sessuali o emozionalmente intime con altri. Sono stati costretti a rimanere in quel modo per una forma molto seria di timidezza nelle relazioni informali, compresi possibili compagni per relazioni intime. 

## Descrizione
Si ritiene che sia una combinazione, come parecchie altre caratteristiche psicologiche umane, di fattori genetici e ambientali, come la cultura, la religione, la famiglia e altro. La timidezza d'amore è una condizione di vita assai restrittiva. Spesso i timidi d'amore non contraggono matrimonio e non partecipano alle normali attività dell'adolescenza e della maturità d'incontro e corteggiamento. 
Spesso il timido d'amore è considerato a torto come omosessuale o asessuale. In alcuni casi di forte timidezza queste persone non sono addirittura in grado di portare avanti nessuna attività, per l'impossibilità di formare rapporti con gli altri. In questi casi il timido non è in grado neppure di avere un amico o un qualche tipo di supporto emotivo.

### Diffusione
La timidezza d'amore si può trovare in persone di tutte le età e di ambo i sessi, ma le conseguenze sono molto peggiori per gli uomini che per le donne. Datosi, infatti, che è l'uomo che tradizionalmente deve proporsi alla donna e non viceversa, le donne timide hanno quasi la stessa probabilità delle altre di instaurare relazioni con uomini, di sposarsi e di avere figli.
Alcune persone hanno un certo distacco verso gli aspetti più materiali della sessualità (come di altre cose), il che non significa però che li rifiutino in tutto. 
Altri invece hanno un blocco nella fase dell'approccio e pur nutrendo anche notevoli interessi erotici bloccano invece l'espressività del sentimento.